# Браиловский, Владимир Вениаминович
Владимир Вениаминович Браиловский (бел. Браілоўскі Уладзімір Веньямінавіч; 4 января 1947, Москва) — советский, российский, киргизский, белорусский композитор и музыкальный педагог. В период 1995-2003 годов художественный руководитель фестиваля "Золотой шлягер" и директор Могилёвской областной филармонии. Член Союза композиторов СССР (с 1975) и Белорусского союза композиторов (с 1980 года).

## Биография
Родился 4 января 1947 года в Москве. Отец — Браиловский Вениамин Аронович, окончил Ленинградскую консерваторию по классу фортепиано профессора Л. Николаева. Старшие братья отца — Михаил и Моисей, также выпускники Ленинградской консерватории, погибли во время Отечественной войны, их имена высечены на мемориальных досках в Союзах композиторов Москвы и Санкт-Петербурга.
В 1961 году поступил в Центральную музыкальную школу при Московской консерватории. Занимался в классе валторны у профессора Арсения Александровича Янкелевича и в кружке композиции Игоря Васильевича Якушенко.
В 1964 году поступил в Московскую государственную консерваторию имени П.И. Чайковского как валторнист, факультативно занимался композицией в классе профессора Евгения Кирилловича Голубева.
В 1967 году перешёл на композиторский факультет, который окончил в 1971 году. В 1967 году стал лауреатом конкурса, организованного ЦК ВЛКСМ, за песню «Комсомольский марш» на стихи Михаила Садовского, которая прозвучала в эфире Всесоюзного радио. На творческое становление композитора в годы учебы повлияла его дружба с будущими знаменитыми скрипачами Владимиром Спиваковым и Олегом Каганом.
После окончания консерватории поехал по распределению во Фрунзе (ныне Бишкек), куда ранее была направлена его супруга — выпускница вокального факультета Московской консерватории Браиловская (Жаданова) Людмила Евгеньевна.
с 1975 года — заведующий кафедрой теории и истории музыки Кыргызского государственного института искусств им. Б. Бейшеналиевой. Среди его учеников  народный артист Киргизии, ректор национальной консерватории Муртабек Бегалиев, министр культуры Киргизии Даниял Назарматов, проректор консерватории, профессор Екатерина Лузанова.
С 1975 В. Браиловский — член Союза композиторов СССР и по совместительству ответственный секретарь Союза композиторов Киргизии. В 1975 году стал лауреатом республиканского конкурса, посвященного 30-летию Победы за вокально-симфоническую поэму «Двадцать восемь».
В 1980 году переезжает с семьей в Могилёв и становится членом Белорусского Союза композиторов.
С 1980 по 1984 годы — преподаватель Могилевского музыкального училища.
С 1984 по 1987 — заведующий музыкальной частью Могилевского драматического театра, где им написана музыка к 25 спектаклям.
С 1987 по 1989 — заместитель председателя областного отделения Союза музыкальных деятелей Белорусской ССР.
В 1990 году инициировал создание Могилёвской областной филармонии, где в течение 14 лет исполнял обязанности директора – художественного руководителя. В 1995 году стал инициатором проведения и художественным руководителем международного музыкального фестиваля "Золотой шлягер».
В 2005 году приговорён к 9 годам заключения по обвинению в хищении денег и имущества филармонии.
В период 2010-2018 годов художественный руководитель Могилевского творческого объединения «Арт-центр». В настоящее время пишет композиции, проводит авторские концерты в Могилеве и Минске
.

## Основные сочинения

### Сценическая музыка
Музыкальные спектакли
- Мюзикл «Необычайное происшествие в Айпинге» (по мотивам Г.Уэллса), 1985 год
- Мюзикл «Волшебник изумрудного города» (по сказке А.Волкова), 1985 год

Музыка к спектаклям
- «Вдовий пароход» - 1984 год
- «Седой аист», «Дон Жуан» - 1985 год
- «Чисто английская комедия» - 1986 год
- «Дон Хиль – зеленые штаны» - 2003 год

### Симфоническая музыка
Для хора и оркестра
- Кантата «Вечно живые» для хора и симфонического оркестра на стихи поэтов, погибших на фронтах Великой Отечественной войны (слова В. Монтвила, Г. Суворова, Л. Шехтера и неизвестного поэта), 1971 год, вторая редакция 2019 год
- Вокально-симфоническая поэма «Двадцать восемь» для баса, хора и симфонического оркестра (стихи А.Токомбаева) (1975)

Симфонии
- Симфония № 1 в 4-х частях - 1970 год

Увертюры для симфонического оркестра
- «Праздничная», 1973 год
- «Киргизская», 1974 год
- «Испанская сюита» для симфонического оркестра в пяти частях из музыки к спектаклю «Дон Хиль – зеленые штаны», 2013 год
- Сюита из музыки к спектаклю «Седой аист» для симфонического оркестра в 3-х частях, 2018 год
- Концерт для валторны с камерным оркестром в 3-х частях памяти А. А. Янкелевича, 1986 год
- «Маленькая сюита» для трубы с оркестром в 3-х частях, 1974 год
- «Фантазия» для кларнета с оркестром, 1973 год

Камерно-инструментальная музыка
- Четыре детских пьесы для фортепиано, 1969 год
- Два ноктюрна для фортепиано, 1984 год
- Восемь прелюдий на еврейские темы для фортепиано 1985 год
- «Счастливый вальс» для фортепиано в 4 руки, 2012 год
- «Симфониетта» в 4-х частях для 2-х фортепиано, 1975 год
- «Фантазия на киргизские темы» для баяна, 1972 год
- Сюита для скрипки и фортепиано в 4-х частях, 1967 год
- «Скерцо-импровизация» для флейты и фортепиано, 1976 год

Вокальная музыка
- Вокальный цикл «На берегах Иссык-Куля» в пяти частях для голоса и фортепиано на слова Т.Уметалиева – 1977 год, редакция для голоса с симфоническим оркестром – 2018 год
- «Баллада о Грине и Григе» для детского хора с фортепиано на стихи М.Флейшмана, 1986 год

### Романсы и песни
«Комсомольский марш» (сл. М. Садовского), «Песня о Михаиле Фрунзе» (сл. М. Ватагина), «Дзявочая песня» (сл.В. Аколовой), «Каханне» (сл. А. Бадака), «Я все-таки верю» (сл. О. Берггольц), «Як над рэчанькай» (сл. В. Габрусевой), «Адрес моей любви» (сл. Р. Гамзатова), «Слава твоя бессмертна» (сл. М. Грибачева»), «Баллада о скрипке» (сл. О. Жукова), «Отчий дом» (сл. О. Жукова), «Два лебедя» (сл. В.Ильицкого), «Дняпроускi вальс» (сл. В. Карпеченко), «Осеннее танго» (сл. Ю. Левитанского), «Мой парус» (сл. В. Мартынова), «Моя судьба» (сл. Р. Рождественского), «А любовь остается жить» (сл. С. Острового), «Песня о русской песне» (сл. Л. Серебрякова), «Эти жаркие взгляды» (сл. Л. Молчанова), «Город нашей любви» (сл. Л. Молчанова), «Тройка» (сл. В. Рождественского), «Куплеты Дон-Жуана» (сл. Д. Ронсара), «Песня охотника» (сл. Дж. Уиттера), «Только ты» (сл. А. Дианова), «Мой милый» (сл. М. Цветаевой), «Молитва» (сл. Н. Красниковой), «Первый снег» (сл. Н. Красниковой), «Весенняя песня» (сл. М. Ясеня), «Не бросайте своих медвежат» (сл. М. Ясеня).